# Ciortkiv
Ciortkiv (în ucraineană Чортків) este orașul raional de reședință al raionului Ciortkiv din regiunea Ternopil, Ucraina. În afara localității principale, nu cuprinde și alte sate.

## Demografie
Componența lingvistică a orașului Ciortkiv
     Ucraineană (96,25%)
     Rusă (3,46%)
     Alte limbi (0,17%)
Conform recensământului din 2001, majoritatea populației orașului Ciortkiv era vorbitoare de ucraineană (96,25%), existând în minoritate și vorbitori de rusă (3,46%).